# Lukáš Babač

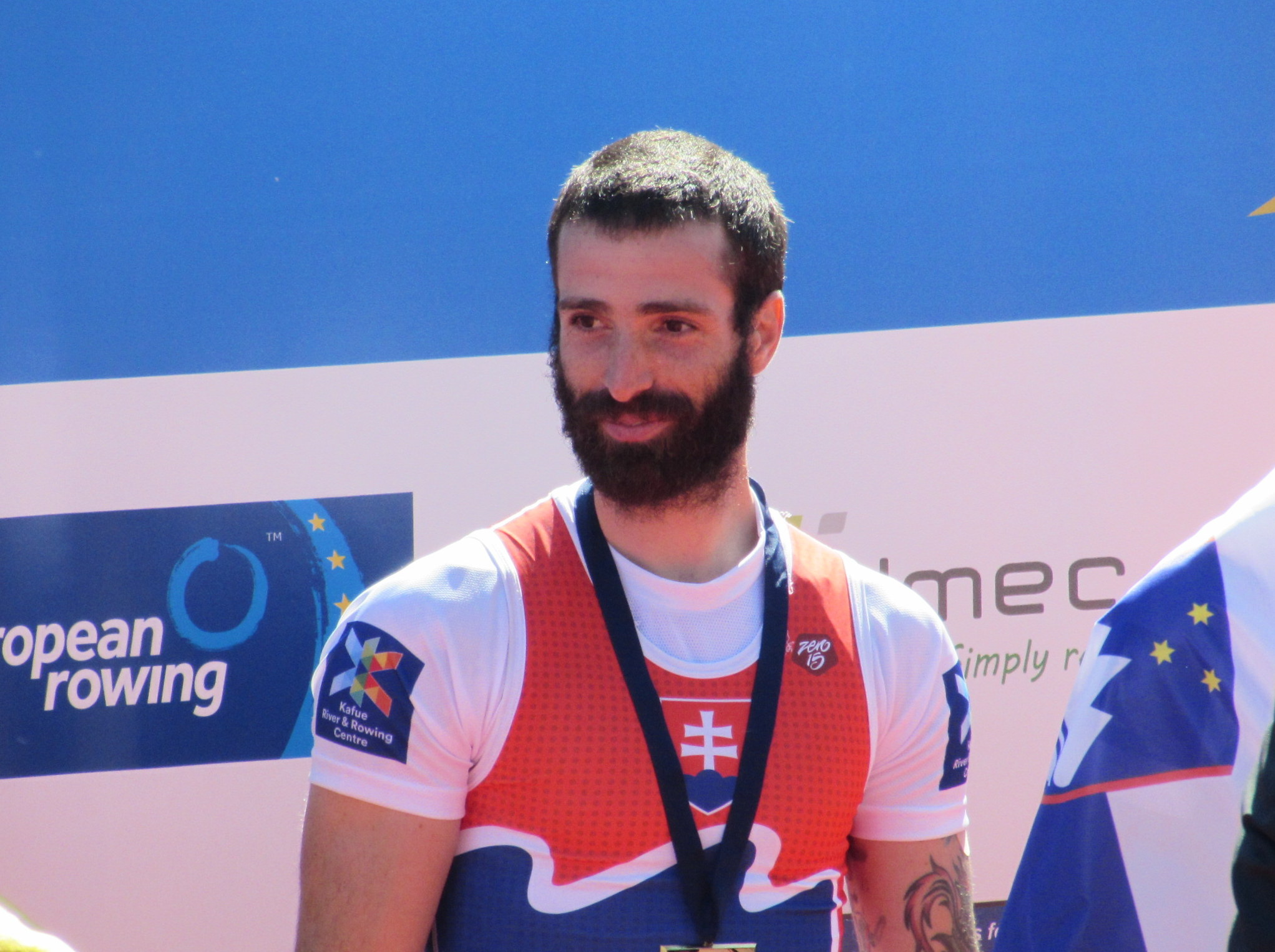
Lukáš Babač als Europameister 2016

Lukáš Babač (* 20. März 1985 in Piešťany) ist ein slowakischer Leichtgewichts-Ruderer.

## Sportliche Karriere
Lukáš Babač begann 1997 mit dem Rudersport. Bei den Junioren-Weltmeisterschaften 2003 belegte er den vierten Platz im Einer. Im Jahr darauf nahm er zusammen mit Ľuboš Podstupka im Leichtgewichts-Doppelzweier an den Olympischen Spielen in Athen teil und belegte den elften Platz. 2005 gewann Babač die Silbermedaille im Leichtgewichts-Einer bei den U23-Weltmeisterschaften, im Jahr darauf belegte er den sechsten Platz. Babač trat 2006 auch bei den Weltmeisterschaften an und kam auf Platz 14. 2007 versuchte Babač sich zusammen mit Marcos Sloboda im Leichtgewichts-Doppelzweier für die Olympischen Spiele 2008 zu qualifizieren, das Erreichen des D-Finales bei den Weltmeisterschaften 2007 reichte dafür allerdings nicht aus. Stattdessen kehrte Babač 2008 in den Leichtgewichts-Einer zurück und erreichte den achten Platz bei den Weltmeisterschaften 2008. Bei den Europameisterschaften 2008 gewann Babač die Silbermedaille im Einer ohne Gewichtsbeschränkung. 
2009 trat er zunächst im Leichtgewichts-Einer an und belegte den 13. Platz bei den Weltmeisterschaften. Bei den Europameisterschaften 2009 startete er wieder im Einer ohne Gewichtsbeschränkung und belegte den vierten Platz. 2010 gewann er bei den Europameisterschaften Bronze im Leichtgewichts-Einer. Bei den Weltmeisterschaften 2010 trat Lukáš Babač in beiden Einer-Bootsklassen an, ohne Gewichtsbeschränkung erreichte er das C-Finale, während er im Leichtgewichts-Einer die Silbermedaille hinter dem Italiener Marcello Miani erhielt. Im vorolympischen Jahr 2011 trat Babač durchgängig im schweren Einer an, der 19. Platz bei den Weltmeisterschaften und der elfte Platz bei den Europameisterschaften 2011 genügten nicht für die Olympiaqualifikation. Nachdem auch ein Qualifikations-Versuch im schweren Doppelzweier nicht gelang, ruderte er bei den Weltmeisterschaften 2012 wieder im Leichtgewichts-Einer, kam aber auch hier nur auf den zehnten Platz. Zum Saisonausklang 2012 belegte er zusammen mit Richard Vanco den achten Platz im Leichtgewichts-Doppelzweier bei den Europameisterschaften.
Mit einem 19. Platz bei den Europameisterschaften 2013 starteten Vanco und Babač ins nacholympische Jahr und beendeten ihre gemeinsame Karriere. Bei den Weltmeisterschaften 2014 ruderte Babač wieder im Leichtgewichts-Einer und erreichte den neunten Platz. 2015 gewann er Silber bei den Europameisterschaften, im Jahr darauf siegte er bei den Europameisterschaften 2016. Er versuchte anschließend, sich für den Männer-Einer der offenen Gewichtsklasse bei den Olympischen Spielen 2016 zu qualifizieren, scheiterte aber als Fünftplatzierter im Halbfinale. Bei den Weltmeisterschaften der nicht-olympischen Bootsklassen belegte er danach den Bronzerang im leichten Einer.